# Колбик (Октябрьский район)
Колбик (бел. Колбік) — упразднённая деревня в Октябрьском районе Гомельской области Белоруссии. В составе Октябрьского сельсовета.

## География
Находилась на 1,5 км северо-восточнее от д. Залесье.

## История
В 1909 году хутор Колбик в Бобруйском уезде Рудобельской волости Минской губернии.
Историческое место сожжённой деревни, до войны, входившей в состав Октябрьского сельсовета. 
В марте 1942 года захватчики начали окружать деревни Колбик, Новую Дуброву и Старую Дуброву с целью перейти в наступление и захватить штаб 123-й партизанской бригады, которая находилась в Рудобелке.
В результате, операция по уничтожению партизанской зоны провалилась.
27 марта 1942 года захватчики предприняли новую карательную экспедицию, бросив на партизан кадровую фронтовую дивизию, которая стояла в Бобруйске. Началась операция под кодовым названием «Бамберг», направленная против жителей Октябрьского, Копаткевичского, Любанского районов.
С землей сровняли деревни Вежин, Перекалье, Колбик, Смугу, Селище и Рудню.
Деревня Колбик была сожжена в апреле 1942 года Было убито 14 жителей (из довоенных 29). 
В 1964-1965-х гг. были установлены памятники сожженным жителям Колбика и Перекалья.
После войны деревня не возродилась.
До 4 ноября 1982 года в составе Октябрьского сельсовета.

## Население

### Численность
- 1982 год — 1 житель

### Динамика
- 1909 год — 21 житель, 2 двора[3]
- 1982 год — 1 житель

## Достопримечательность
- Обелиск на месте сожжения в деревне Колбик в марте 1942 году 30 мирных граждан немецко-фашистскими захватчиками (номер воинского захоронения 8410)[4].